# Comuna Căpreni, Gorj
Căpreni este o comună în județul Gorj, Oltenia, România, formată din satele Aluniș, Brătești, Bulbuceni, Căpreni (reședința), Cetatea, Cornetu, Dealu Spirei și Satu Nou.

## Așezare
Comuna este situată în partea de sud-est a județului, pe Valea Amaradiei, în zona coliniară și de trecere spre câmpie. Relieful comunei este alcătuit din culmi orientate pe direcția nord-sud ce despart, satele comunei, cât și comunele cu care aceasta se învecinează.

## Demografie
Componența etnică a comunei Căpreni
     Români (97,21%)
     Alte etnii (0,41%)
     Necunoscută (2,39%)
Componența confesională a comunei Căpreni
     Ortodocși (95,94%)
     Penticostali (1,22%)
     Alte religii (0,36%)
     Necunoscută (2,49%)
Conform recensământului efectuat în 2021, populația comunei Căpreni se ridică la 1.970 de locuitori, în scădere față de recensământul anterior din 2011, când fuseseră înregistrați 2.174 de locuitori. Majoritatea locuitorilor sunt români (97,21%), iar pentru 2,39% nu se cunoaște apartenența etnică. Din punct de vedere confesional, majoritatea locuitorilor sunt ortodocși (95,94%), cu o minoritate de penticostali (1,22%), iar pentru 2,49% nu se cunoaște apartenența confesională.

## Istorie
La sfârșitul secolului al XIX-lea, comuna făcea parte din plasa Amaradia a județului Dolj și era alcătuită din satele Căprenii de Jos, Căprenii de Sus, Boloșeni, Cornetu, Gâgăul, Scurtu, Plopu, Granolea și Golmbeiul, cu o populație de 2247 de locuitori. În comună funcționa o școală de fete și o școală de băieți (în satul Căprenii de Sus), și trei biserici.
Anuarul Socec din 1925 consemnează comuna în plasa Melinești a aceluiași județ, cu o populație de 4100 de locuitori (în satele Căprenii de Miijloc, Căprenii de Sus, Baloșani,  Cornetu, Bulbuceni, Granolea, Gâgăul, Plopu și cătunele Brătești și Scurtu). În anul 1931, comuna era împărțită în satele Căprenii de Sus, Căprenii de Miijloc, Baloșani, Brătești, Cornetu, Gâgăul, Granolea, Plopu și Scurtu.
În anul 1950, comuna a fost arondată raionului Gilort a regiunii Gorj, raion care doi ani mai târziu a fost arondat regiunii Craiova, și apoi (după 1960), regiunii Oltenia. Între timp, comunei îi se alipește satul Călugăru, care este redenumit în anul 1964, Cetatea.
În anul 1968, comuna a fost transferată la județul Gorj, căpătând actuala structură. Tot atunci, satul Căprenii de Miijloc primește numele de Căpreni, ce devine reședința comunei, satul Scurtu primește numele de Aluniș, satul Căprenii de Sus este desființat și contopit cu satul Căpreni, satul Granolea este contopit cu satul Brătești, satul Baloșani a fost transferat comunei Stejari, satul Gâgăul este desființat și contopit cu satul Cornetu, iar satul Plopu a fost desființat și contopit cu satul Cetatea.

## Monumente istorice
Singurul monument istoric din comuna Căpreni, inclus în lista monumentelor istorice din județul Gorj este Biserica de lemn „Sf. Nicolae” din satul Cornetu ce datează din anii 1829-1830.

## Politică și administrație
Comuna Căpreni este administrată de un primar și un consiliu local compus din 11 consilieri. Primarul, Augustin-Radu Bîrdăcel[*], de la Alianța pentru Unirea Românilor, este în funcție din 1 noiembrie 2024. Începând cu alegerile locale din 2024, consiliul local are următoarea componență pe partide politice:
|  | Partid                          | Consilieri | Componența Consiliului | Componența Consiliului | Componența Consiliului | Componența Consiliului | Componența Consiliului |
|  | ------------------------------- | ---------- | ---------------------- | ---------------------- | ---------------------- | ---------------------- | ---------------------- |
|  | Alianța pentru Unirea Românilor | 5          |                        |                        |                        |                        |                        |
|  | Partidul Social Democrat        | 5          |                        |                        |                        |                        |                        |
|  | Partidul Național Liberal       | 1          |                        |                        |                        |                        |                        |

## Personalități născute aici
- Corneliu Neagoe (n. 1943), medic, fost primar al Constanței;
- Natalia Mărășescu (n. 1952), atletă
- Gheorghe Ciurea (n. 1962), fotbalist.